# Station Pogórze
Station Pogórze is een spoorwegstation in de Poolse plaats Pogórze.